# Ferdinand Schörner
Ferdinand Schörner (München, 12 juni 1892 - aldaar, 2 juli 1973) was een Duits generaal-veldmaarschalk tijdens de Tweede Wereldoorlog. Hij was eveneens de laatste opperbevelhebber van de Oberkommando des Heeres.

## Tweede Wereldoorlog
Tijdens de Tweede Wereldoorlog voerde Schörner het bevel over Duitse troepen tijdens onder meer de Poolse Veldtocht, Operatie Barbarossa en de oorlog in Finland. Schörner is bekend om zijn uitspraak "Arktis ist nichts", "de Arctis stelt niets voor", waarmee hij bedoelde dat de klimatologische omstandigheden geen hinderpaal vormden voor het Duitse leger.
In juli 1944 kreeg Schörner het bevel over de Heeresgruppe Nord en in januari 1945 over Heeresgruppe Mitte. Op 4 april 1945 werd hij bevorderd tot generaal-veldmaarschalk.
Schörner stond bekend om zijn grenzeloze trouw aan Hitler en zijn tot op het laatst genadeloze vechtersmentaliteit, die hem weliswaar in de eindfase van het Derde Rijk de bewondering van Joseph Goebbels bezorgde, maar voor talloze Duitse soldaten een zinloze dood betekende die hem daardoor massaal verachtten. Berucht was zijn order, in de laatste dagen van de oorlog, dat iedere Duitse soldaat die achter het front werd aangetroffen ter plekke moest worden geëxecuteerd voor desertie en landverraad. Dit kostte eveneens vele soldaten het leven. Overeenkomstig Hitlers testament werd hij op 30 april 1945 benoemd tot opperbevelhebber van het Duitse leger, een functie die hij een week lang, tot de Duitse capitulatie op 8 mei 1945, heeft mogen uitoefenen. Daarna liet hij zijn troepen in de steek en koos hij, in burgerkleren (hij deed zich voor als een Beierse boer), het hazenpad, gedrag waarvoor hij zijn eigen soldaten had laten ophangen als deserteur.

## Na de oorlog
Schörner werd op 18 mei 1945 in Oostenrijk gearresteerd door Amerikaanse troepen. In februari 1952 werd hij voor een Sovjet-rechtbank veroordeeld tot 25 jaar gevangenisstraf. In april van datzelfde jaar werd die straf teruggebracht tot 12 jaar. In januari 1955 werd Schörner uit de krijgsgevangenschap vrijgelaten en vertrok hij naar Dresden in de DDR. In de Bondsrepubliek leidde zijn vrijlating tot commotie. De latere minister van defensie, de conservatieve Franz-Josef Strauß, betitelde Schörner als Ungeheuer in Uniform (monster in uniform) en in maart 1955 startte de Bundesdisziplinarkammer een disciplinair onderzoek om te voorkomen dat Schörner van de wachtgeldregeling conform artikel 131 van de Duitse grondwet gebruik kon maken. In 1957 startte een justitieel onderzoek naar zijn onethische gedragingen tijdens de Tweede Wereldoorlog (met name vanwege de executies van deserterende Wehrmachtsoldaten en zijn vlucht bij de capitulatie). In 1958 liet de DDR hem vertrekken naar de Bondsrepubliek. Hier werd hij opnieuw aangehouden en tot vier en een half jaar cel veroordeeld. Ook verloor hij zijn militaire pensioen. Schörner kwam vrij in 1963. Hij stierf tien jaar later in zijn geboortestad München.

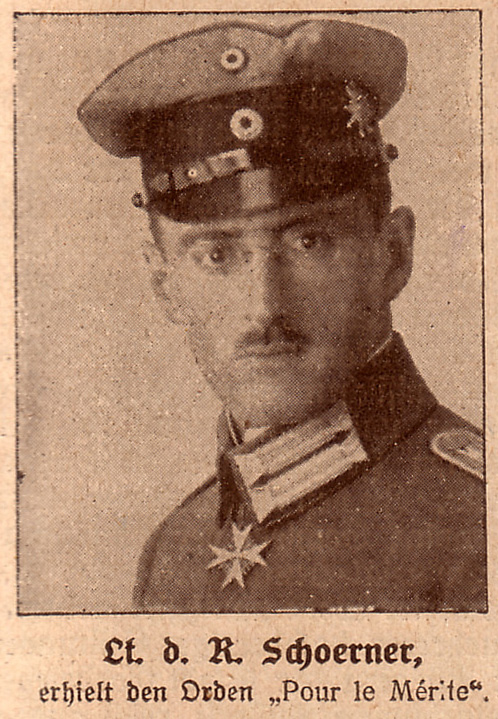
Luitenant Ferdinand Schörner onderscheiden met de Pour le Mérite.

## Militaire loopbaan
- Gefreiter: 1 april 1912
- Unteroffizier: 1 augustus 1912
- Plaatsvervangend Feldwebel: 22 mei 1913
- Titulair Leutnant: 29 november 1914
- Leutnant: 26 december 1917
- Oberleutnant: 15 juli 1918
- Hauptmann: 1 augustus 1926
- Major: 14 augustus 1934
- Oberstleutnant: 16 maart 1937
- Titulair Oberst: 27 augustus 1939
- Oberst: 30 januari 1940
- Generalmajor: 17 december 1941 - 1 augustus 1940[5]
- Generalleutnant: 28 februari 1942 - 27 januari 1942[5]
- General der Gebirgstruppe: 15 mei 1942 - 1 juni 1942[5]
- Generaloberst: 20 mei 1944 - 1 april 1944[5]
- Generalfeldmarschall: 5 april 1945[7]

## Decoraties
- Ridderkruis van het IJzeren Kruis op 20 april 1941 als Generalmajor en commandant van de 6. Gebirgs-Division[5][8][9][10]
- Ridderkruis van het IJzeren Kruis met Eikenloof (nr.398) op 17 februari 1944 als General der Gebirgstruppe en opperbevelhebber van het XXXX. Panzerkorps[5][8][9][11]
- Ridderkruis van het IJzeren Kruis met Eikenloof en Zwaarden (nr.93) op 28 augustus 1944 als Generaloberst en opperbevelhebber van de Heeresgruppe Nord[5][8][9][12]
- Ridderkruis van het IJzeren Kruis met Eikenloof, Zwaarden en Briljanten (nr.23) op 1 januari 1945 als Generaloberst en opperbevelhebber van de Heeresgruppe Nord[5][8][13]
- IJzeren Kruis 1914, 1e Klasse[5] (27 januari 1917)[14][15] en 2e Klasse[5] (22 december 1914)
- Gewondeninsigne 1939 in goud[15]
- Gewondeninsigne 1918 in zilver[5] en zwart[5]
- Pour le Mérite[5] op 5 december 1917[14][15][16]
- Kruis voor Militaire Verdienste (Oostenrijk-Hongarije), 3e Klasse met Oorlogsdecoratie op 20 april 1916[15]
- Orde van Militaire Verdienste (Beieren), 4e Klasse met Zwaarden en met Kroon op 24 oktober 1917[15]
- Erekruis voor Frontstrijders in de Wereldoorlog[9]
- Dienstonderscheiding van Leger en Marine voor (18 dienstjaren) op 2 oktober 1936[9]
- Medaille ter Herinnering aan de 13e Maart 1938[9]
- Herhalingsgesp bij IJzeren Kruis 1939, 1e Klasse[5] (20 september 1939) en 2e Klasse[5] (12 september 1939)[9][14]
- Medaille Winterschlacht im Osten 1941/42 op 20 augustus 1942[9]
- Gouden Ereteken van de NSDAP op 30 januari 1943[9][17]
- Orde van het Vrijheidskruis (Finland), 1e Klasse met Zwaarden en Eikenloof op 1 juli 1942
- Mouwband Kurland[9]
- Commandeur in de Orde van de Italiaanse Kroon op 2 augustus 1938[9]
- Sint-Alexanderorde (Bulgarije), 2e Klasse met Zwaarden op 15 juli 1941[9]

Hij werd meerdere malen genoemd in het Wehrmachtsbericht. Dat gebeurde op:
- 18 februari 1944[9][18]
- 30 november 1944[9][19]
- 1 januari 1945[9][20]
- 5 april 1945[9][21]
- 9 mei 1945[9][22]

Werner von Blomberg · Hermann Göring · Walther von Brauchitsch · Albert Kesselring · Wilhelm Keitel · Günther von Kluge · Wilhelm Ritter von Leeb · Fedor von Bock · Wilhelm List · Erwin von Witzleben · Walter von Reichenau · Erhard Milch · Hugo Sperrle · Gerd von Rundstedt · Erwin Rommel · Georg von Küchler · Erich von Manstein · Friedrich Paulus · Ewald von Kleist · Maximilian von Weichs · Ernst Busch · Wolfram von Richthofen · Walter Model · Ferdinand Schörner · Robert von Greim · Eduard von Böhm-Ermolli (titulair)
- Gemeinsame Normdatei: 118610279
- International Standard Name Identifier: 0000 0003 5441 4295
- Library of Congress Control Number: n96007658
- Nationale Bibliotheek van Polen: a0000001262578
- Virtual International Authority File: 36174367
- WorldCat: E39PBJppxm3jhqqmCBTwvP4g8C